# Libor Pimek
Libor Pimek, né le 3 août 1963 à Most, est un joueur de tennis d'origine tchèque naturalisé belge en mai 1989, professionnel de 1982 à 1998.
Il a remporté un titre en simple et dix-sept titres en double.

## Parcours dans les tournois duGrand Chelem

### En simple
| Année | Open d'Australie | Open d'Australie | Internationaux de France | Internationaux de France | Wimbledon       | Wimbledon    | US Open         | US Open     | Open d'Australie | Open d'Australie |
| ----- | ---------------- | ---------------- | ------------------------ | ------------------------ | --------------- | ------------ | --------------- | ----------- | ---------------- | ---------------- |
| 1983  | n.o.             | n.o.             | 1er tour (1/64)          | J. L. Clerc              | 1er tour (1/64) | M. Doyle     | 2e tour (1/32)  | E. Korita   | —                | —                |
| 1984  | n.o.             | n.o.             | 2e tour (1/32)           | T. Tulasne               | —               | —            | 2e tour (1/32)  | J. Lloyd    | —                | —                |
| 1985  | n.o.             | n.o.             | 1er tour (1/64)          | Y. Noah                  | —               | —            | 1er tour (1/64) | M. Purcell  | —                | —                |
| 1986  | n.o.             | n.o.             | 1er tour (1/64)          | H. de la Peña            | —               | —            | 1er tour (1/64) | E. Edwards  | n.o.             | n.o.             |
| 1987  | —                | —                | 1er tour (1/64)          | M. Westphal              | —               | —            | 3e tour (1/16)  | M. Wilander | n.o.             | n.o.             |
| 1988  | —                | —                | 1er tour (1/64)          | M. Woodforde             | 1er tour (1/64) | C. Bergström | 1er tour (1/64) | S. Edberg   | n.o.             | n.o.             |

N.B. : à droite du résultat se trouve le nom de l'ultime adversaire.

### En double
| Année | Open d'Australie             | Open d'Australie       | Internationaux de France       | Internationaux de France   | Wimbledon                    | Wimbledon               | US Open                      | US Open                   | Open d'Australie | Open d'Australie |
| ----- | ---------------------------- | ---------------------- | ------------------------------ | -------------------------- | ---------------------------- | ----------------------- | ---------------------------- | ------------------------- | ---------------- | ---------------- |
| 1983  | n.o.                         | n.o.                   | 1/8 de finale S. Birner        | B. Dyke B. Prajoux         | 2e tour (1/16) S. Birner     | M. Bauer G. Moretton    | —                            | —                         | —                | —                |
| 1984  | n.o.                         | n.o.                   | 1er tour (1/32) M. Mortensen   | J. Alexander J. Fitzgerald | —                            | —                       | —                            | —                         | —                | —                |
| 1985  | n.o.                         | n.o.                   | 1er tour (1/32) S. Živojinović | L. Courteau G. Forget      | —                            | —                       | 2e tour (1/16) W. Fibak      | M. Mortensen H. Simonsson | —                | —                |
| 1986  | n.o.                         | n.o.                   | 1er tour (1/32) B. Willenborg  | M. Tideman M. Woodforde    | —                            | —                       | 2e tour (1/16) M. Mečíř      | M. Edmondson S. Stewart   | n.o.             | n.o.             |
| 1987  | —                            | —                      | —                              | —                          | —                            | —                       | —                            | —                         | n.o.             | n.o.             |
| 1988  | —                            | —                      | —                              | —                          | —                            | —                       | —                            | —                         | n.o.             | n.o.             |
| 1989  | —                            | —                      | —                              | —                          | —                            | —                       | —                            | —                         | n.o.             | n.o.             |
| 1990  | —                            | —                      | 1er tour (1/32) M. Menezes     | S. Casal E. Sánchez        | 1er tour (1/32) K. Nováček   | G. Forget J. Hlasek     | 1er tour (1/32) N. Brown     | S. Bryan T. Martin        | n.o.             | n.o.             |
| 1991  | 2e tour (1/16) K. Nováček    | U. Riglewski M. Stich  | 1/8 de finale J. Eltingh       | J. Fitzgerald A. Järryd    | 1er tour (1/32) A. Olhovskiy | J. Courier D. Flach     | 1/8 de finale P. Wekesa      | S. Davis D. Pate          | n.o.             | n.o.             |
| 1992  | 1er tour (1/32) V. Flégl     | P. Rafter P. Tramacchi | 1er tour (1/32) H. J. Davids   | J. Frana L. Lavalle        | 1er tour (1/32) H. J. Davids | K. Flach T. Witsken     | 2e tour (1/16) H. J. Davids  | K. Jones R. Leach         | n.o.             | n.o.             |
| 1993  | 2e tour (1/16) H. J. Davids  | M. Briggs T. Kronemann | 2e tour (1/16) B. Steven       | L. Mattar J. Oncins        | 1er tour (1/32) B. Steven    | P. Hand C. Wilkinson    | 1er tour (1/32) T. Carbonell | D. Nargiso J. Sánchez     | n.o.             | n.o.             |
| 1994  | 1/8 de finale G. Van Emburgh | S. Lareau D. Nestor    | 1er tour (1/32) T. Carbonell   | I. Kafelnikov D. Rikl      | 1er tour (1/32) P. Nyborg    | S. Davis T. Martin      | 1er tour (1/32) J. Waite     | B. Shelton P. Rafter      | n.o.             | n.o.             |
| 1995  | 2e tour (1/16) J. Ireland    | R. Bergh B. Talbot     | 2e tour (1/16) C. Brandi       | D. Johnson K. Thorne       | 1er tour (1/32) D. Norman    | T. Ho B. Steven         | 2e tour (1/16) B. Talbot     | M. Knowles D. Nestor      | n.o.             | n.o.             |
| 1996  | 1er tour (1/32) B. Talbot    | N. Broad P. Norval     | 1/4 de finale B. Talbot        | J. Palmer J. Stark         | 1er tour (1/32) B. Talbot    | D. Dilucia S. Humphries | 2e tour (1/16) B. Talbot     | D. Adams M. Oosting       | n.o.             | n.o.             |
| 1997  | 1er tour (1/32) B. Talbot    | P. Albano P. Nyborg    | 1er tour (1/32) B. Talbot      | P. Korda J. Salzenstein    | 1er tour (1/32) B. Talbot    | B. Behrens C. Haggard   | 1er tour (1/32) B. Talbot    | M. Damm A. Olhovskiy      | n.o.             | n.o.             |
| 1998  | 2e tour (1/16) S. Doseděl    | D. Johnson F. Montana  | 1er tour (1/32) P. Vízner      | I. Kafelnikov D. Vacek     | 1er tour (1/32) T. Anzari    | N. Kulti D. Macpherson  | 1er tour (1/32) B. Talbot    | K. Braasch M. Ondruska    | n.o.             | n.o.             |
| 1999  | 1er tour (1/32) N. Đorđević  | C. Haggard P. Nyborg   | —                              | —                          | —                            | —                       | —                            | —                         | n.o.             | n.o.             |

N.B. : le nom du ou de la partenaire se trouve sous le résultat ; le nom des ultimes adversaires se trouve à droite.

### En double mixte
| Année | Open d'Australie              | Open d'Australie             | Internationaux de France    | Internationaux de France       | Wimbledon                            | Wimbledon                | US Open                           | US Open                       |
| ----- | ----------------------------- | ---------------------------- | --------------------------- | ------------------------------ | ------------------------------------ | ------------------------ | --------------------------------- | ----------------------------- |
| 1996  | 1er tour (1/16) Laura Golarsa | Lisa Raymond Mark Knowles    | 1/4 de finale Katrina Adams | Patricia Tarabini Javier Frana | 1er tour (1/32) Katrina Adams        | Mary Pierce Pat Cash     | 1er tour (1/16) Irina Spîrlea     | Sandrine Testud Paul Kilderry |
| 1997  | 1er tour (1/16) Katrina Adams | Lori McNeil Brian MacPhie    | 3e tour (1/8) Rita Grande   | Helena Suková Cyril Suk        | 1er tour (1/32) Sabine Appelmans     | Yayuk Basuki Tom Nijssen | 1er tour (1/16) Patricia Tarabini | Els Callens Piet Norval       |
| 1998  | 1er tour (1/16) Rita Grande   | Caroline Vis Mahesh Bhupathi | —                           | —                              | 1er tour (1/32) Svetlana Krivencheva | Lisa McShea Mark Keil    | —                                 | —                             |

N.B. : le nom de la partenaire se trouve sous le résultat ; le nom des ultimes adversaires se trouve à droite.